# Weiberregiment (Pratchett)
Weiberregiment (Originaltitel: Monstrous Regiment) ist der einunddreißigste Scheibenwelt-Roman von Terry Pratchett. Er wurde 2003 publiziert und 2004 für den Locus Award nominiert. Andreas Brandhorst übersetzte ihn ins Deutsche für den Goldmann Verlag 2004 (ISBN 3-442-54564-1). Ort der Handlung ist das Land Borograwien. Weiberregiment gehört zu den Kultur-Geschichten und die Protagonisten sind die Gefreite Polly Perks und Feldwebel Jackrum. Ihnen obliegt es, den unsinnigen und bereits verlorenen Krieg zwischen Borograwien und all seinen Nachbarn zu beenden. Die Stadtwache unter Samuel Mumm spielt genauso eine Nebenrolle wie William de Worde und seine Zeitung.
Der englische Titel „Monstrous Regiment“ leitet sich von einem Traktat des schottischen Reformators John Knox ab, der sich in seinem Buch The First Blast of the Trumpet Against the Monstruous Regiment of Women gegen die Herrschaft von Frauen (Marie de Guise, Maria Stuart) in Schottland wandte. Das Titelbild von Paul Kidby parodiert Joe Rosenthals berühmte Fotografie Raising the Flag on Iwo Jima.
Weiberregiment ist einer der sozialkritischsten Scheibenweltromane und befasst sich intensiv mit Fragen des Patriotismus, der Gleichberechtigung, der Sinnhaftigkeit religiöser Vorschriften, der Propaganda und der Kriegsberichterstattung. Mögliche Inspirationsquellen für Terry Pratchett waren die Geschichte der Jeanne d’Arc und George Farquhars The Recruiting Officer.

## Handlung
Das rückständige und verarmte Land Borograwien liegt im Krieg mit praktisch all seinen Nachbarn. Als ob das nicht genug wäre, bringt man noch die einzige wirtschaftliche Großmacht der Scheibenwelt, das ferne Ankh-Morpork, gegen sich auf, indem man ihre Klackertürme niederbrennt.
Im Tal des Kneck, des ewig umstrittenen Grenzflusses, stehen sich die Heere gegenüber. Die Festung Kneck ist bereits vom Feind genommen und es ist nur noch eine Frage der Zeit, bis die Allianz den Sieg über Borograwien erringen wird. Ankh-Morpork hat Samuel Mumm und einige Mitglieder der Wache nach Borograwien geschickt, um den Konflikt möglichst schnell und unblutig zu beenden. Allerdings zeichnet sich das borograwische Militär durch einen außerordentlichen Mangel an Realitätssinn aus. Sie wollen einfach nicht kapitulieren.
Aus der Etappe taucht unerwartet ein kleiner Trupp auf – die letzten Rekruten des Landes. Auf dem Weg zur Front gelingen ihnen unter der Führung des unerfahrenen und tollpatschigen Leutnant Bluse und des überaus erfahrenen Feldwebel Jackrum einige bemerkenswerte Überraschungserfolge. Nachdem die Gefreite Perks dann noch dem Anführer der gegnerischen Truppen, Hauptmann Horentz, „in die Socken“ tritt, wird die Presse, in Gestalt von Wiliam de Worde, auf sie aufmerksam und macht sie zu Helden. Schließlich handelte es sich bei dem getretenen Hauptmann um Prinz Heinrich von Zlobenien, den Oberkommandierenden der Allianztruppen.
Als Mumm erfährt, dass es sich bei den Rekruten um Mädchen handelt, beschließt er sie diskret zu unterstützen. Frauen sind beim Militär selbstverständlich verboten, also verkleiden sie sich. Die Mädchen sind aus unterschiedlichen Motiven beim Militär. Polly Perks, die Gastwirtstochter, sucht ihren Bruder Paul. Maladikta, die koffeinsüchtige Vampirin, fühlt sich von ihresgleichen unterdrückt, genauso wie Jade die Trollfrau und Igorina. Allen Dreien meinen Männer sagen zu müssen, was gut für sie ist. „Stecher“, „Toller“, „Knaller“ und „Reißer“ sind aus der „Schule“ geflohen, in die Borograwien unartige Mädchen zu stecken pflegt. Die anderen sind dort nur ein bisschen verrückt geworden, Reißers Seele aber wurde so schwer beschädigt, dass es dem Geist der toten Herzogin Annagowia leicht fällt, mit ihr zu kommunizieren und im entscheidenden Moment sogar ihren Körper zu übernehmen.
Unter der spirituellen Führung der Herzogin dringt die Gruppe als Waschfrauen verkleidet in die Festung Kneck ein. Sie befreien das dort gefangene Oberkommando der Borograwischen Armee und umgehend, noch während sie dabei sind die Festung zurückzuerobern, machen die ihren Befreierinnen den Prozess. In einem letzten Kampf dringt Feldwebel Jackrum ins Hauptquartier vor und verlangt in der Sache gehört zu werden. Nachdem er die Hälfte der anwesenden Offiziere vor die Tür verwiesen hat, stellt sich heraus, dass die Verbliebenen allesamt Frauen sind – angefangen bei Major Janet Derbi über Oberst Olga Kumabund bis zum Kommandeur General Mildred Schnitz. Unter diesen Umständen werden die Mädchen freigesprochen und zukünftig Frauen ganz offiziell in der Armee erlaubt.
Danach befiehlt Herzogin Annagowina, in Gestalt von Reißer, ein Ende der Kampfhandlungen und den Rückzug der Truppen ins heimatliche Stammland. Dort sollen sie den Regierungssitz, das alte Schloss Prinz-Marmaduk-und-Pjotr-Albert-Hans-Josef-Bernhardt-Wilhelmsberg, besetzen und eine modernere Regentschaft errichten. Nuggan, der scheinbar verrückt gewordene Gott, sei tot. Das Volk sollte sich einen nachsichtigeren Gott suchen und vor allem damit aufhören, sie, die Herzogin, anzubeten. Nicht einer der Anwesenden zweifelt, dass wirklich die alte Herzogin zu ihnen spricht, und so widersetzt sich niemand ihren Anordnungen.
Korporal Polly Perks überbringt das Waffenstillstandgesuch direkt an Samuel Mumm, der ihr im Gegenzug die Schlüssel für die Zelle ihres Bruders Paul überreicht. Die Heere lösen sich im Nu auf. Ankh-Morpork verkauft Borograwien genügend Lebensmittel, damit es den nahenden Winter übersteht und Frieden kehrt ein – für eine Zeit lang. Dann bemerkt Polly, dass wieder Rekrutierungen stattfinden und zwar mit den gleichen chauvinistischen Argumenten wie früher. Sie entsinnt sich des Erbes, das Feldwebel Jackrum ihr hinterlassen hat – zwei Entermesser und ein extrem informatives Adressbuch. Noch einmal legt sie ihre Uniform an und zieht ins Feld, diesmal um einen Krieg zu verhindern.